# 菅川洋
菅川 洋（すげかわ ひろし、1968年10月19日 - ）は、日本の政治家、税理士。元衆議院議員（1期）。
父は元参議院議員の菅川健二。

## 略歴
広島市出身。私立修道高等学校卒業後、日本大学商学部商業学科卒業。その後税理士となる。
2005年、第44回衆議院議員総選挙に広島1区より出馬したが、自由民主党の岸田文雄に敗れ落選。
2009年、第45回衆議院議員総選挙に広島1区より出馬。岸田に7918票差で敗れたが、比例中国ブロックで復活し初当選した。民主党は世襲政治家の問題点から、第45回衆議院議員総選挙を前に国会議員の3親等以内の親族が同じ選挙区から連続して立候補することを禁止しており、菅川は父と選挙区が重複しているが、父は2001年の（落選）後引退し2005年には立候補していないため、民主党候補として立候補できた。
2011年2月23日、原口一博主導の日本維新連合の準備会合に参加。
2012年の消費増税をめぐる政局では、野田内閣による消費増税法案の閣議決定に抗議して3月30日に政調会長補佐の辞表を提出し、4月23日の党役員会で受理された。6月26日の衆議院本会議で行われた消費増税法案の採決では、党の賛成方針に反して反対票を投じた。7月2日には山岡賢次らを介して離党届が提出された。民主党は7月3日の常任幹事会で離党届を受理せず除籍処分とする方針を決定し、7月9日の常任幹事会で正式決定した。
同年7月11日、国民の生活が第一結党に参加した。同年12月16日の第46回衆議院議員総選挙に日本未来の党公認で再び広島1区から出馬するも、3位に終わり比例復活もならず落選。
落選後は政界から離れ、税理士の仕事に戻り、東京の税理士法人TGN東京で代表社員を務めている。